# Luis Antonio Tagle
Luis Antonio Gokim Tagle (Manilla, 21 juni 1957) is een Filipijns geestelijke en een kardinaal van de Rooms-Katholieke Kerk. Tagle was van oktober 2011 tot december 2019 aartsbisschop van Manilla.

## Biografie
De moeder van Tagle was van Chinese oorsprong. Na het voltooien van zijn lagere en middelbareschoolopleiding aan St. Andrew’s School in Parañaque, studeerde Tagle filosofie aan de Ateneo de Manila University en het San Jose-seminarie en theologie aan de Loyala School of Theology en het San Jose-seminarie. In 1982 behaalde hij zijn Masters-diploma theologie. Op 27 februari van datzelfde jaar werd Tagle tot priester gewijd en diende hij van 1982 tot 1985 als hulppastoor van de St. Augustinusparochie in Mendez. Daarnaast doceerde hij theologie aan het San Carlos-seminarie, de Loyola School of Theology en het Dive World-seminarie. Ook bekleedde hij de posities van spiritueel directeur van het seminarie van het bisdom Imus van 1982 tot 1983 en rector van datzelfde seminarie van 1983 tot 1985. Van 1985 tot 1992 werd Tagle in de gelegenheid gesteld om zijn studie te vervolgen aan de Catholic University of America in Washington D.C.. Daar behaalde hij in 1991 zijn doctoraal theologie.
Op 22 oktober 2001 werd Tagle benoemd tot bisschop van Imus. Zijn bisschopswijding vond plaats op 12 december 2001. Op 13 oktober 2011 werd hij benoemd tot aartsbisschop van Manilla, als opvolger van kardinaal Gaudencio Rosales, en daarmee tot metropoliet (hoofd) van de kerkprovincie Manilla. Hij werd op de dag van de viering van de Onze-Lieve-Vrouw van Guadalupe geïnstalleerd in de kathedraal van Manilla.
Tagle werd tijdens het consistorie van 24 november 2012 kardinaal gecreëerd. Hij kreeg de rang van kardinaal-priester. Zijn titelkerk werd de San Felice da Cantalice a Centocelle. Tagle nam deel aan het conclaaf van 2013, dat leidde tot de verkiezing van paus Franciscus.
Tagle was van 2015 tot 2022 voorzitter van de hulporganisatie Caritas Internationalis.
Tagle werd op 8 december 2019 benoemd tot prefect van de Congregatie voor de Evangelisatie van de Volkeren.
Op 1 mei 2020 werd Tagle bevorderd tot kardinaal-bisschop van San Felice da Cantalice a Centocelle, zonder toekenning van een suburbicair bisdom.
Op 5 juni 2022 werd bij de invoering van de apostolische constitutie Praedicate Evangelium de structuur van de Romeinse Curie gewijzigd. De congregatie voor de Evangelisatie van de Volkeren werd opgenomen in de dicasterie voor Evangelisatie. Tagle werd benoemd tot pro-prefect van de tweede afdeling (Eerste Evangelisatie en de Nieuwe Particuliere Kerken) van deze dicasterie.
Tagle werd op 24 mei 2025 benoemd tot kardinaal-bisschop van Albano, een functie die tot zijn verkiezing tot paus Leo XIV door kardinaal Robert Prevost werd bekleed.

## Standpunten
Tagle staat bekend als iemand die regelmatig de aandacht vestigt op de sociale problemen in de Filipijnen. Hij komt daarbij op voor de armen en hulpbehoevenden, terwijl hij tegelijkertijd oppositie voert tegen abortus en het gebruik van anticonceptie. Hij was net als de meeste Filipijnse bisschoppen fel tegenstander van de Reproductive Health Bill. Mede door deze tegenstand duurde het meer dan tien jaar voor deze wet, die erop gericht is om bijvoorbeeld anticonceptie toegankelijker te maken, in 2012 werd aangenomen door het Filipijns Congres. Door zijn positie als de de facto leider van de Katholieke Kerk in de Filipijnen, waar een groot deel van de inwoners katholiek is, heeft Tagle een grote religieuze en maatschappelijke invloed in het land.
Tagle wordt gezien als een vertegenwoordiger van de progressieve vleugel van de katholieke kerk. Hij heeft zich verzet tegen de heftige bewoordingen waarmee de katholieke kerk zich gekeerd heeft tegen de LGBT-gemeenschap, als ook gescheiden en hertrouwde katholieken die hij, op individuele basis beoordeeld, de communie niet wil onthouden.
- Biblioteca Nacional de España: XX5406770
- Bibliothèque nationale de France: cb16765217x (data)
- Gemeinsame Normdatei: 1053753586
- International Standard Name Identifier: 0000 0000 3606 2933
- Library of Congress Control Number: n2004106186
- Bibliotheek van het Japanse parlement: 032203936
- Nationale Bibliotheek van Polen: a0000002798542
- Nationale en Universitaire bibliotheek Zagreb: 000736919
- Istituto Centrale per il Catalogo Unico: LIGV045425
- Système universitaire de documentation: 181745682
- Virtual International Authority File: 51085495
- WorldCat: E39PBJd3MbFbmHtHQX36J4GPwC